# João Elias Neto
João Elias Neto (Itambé do Mato Dentro, 10 de setembro de 1917 – Belo Horizonte, 23 de Junho de 1983) foi um comerciante e político brasileiro, que serviu como Prefeito de Guanhães entre 1959 e 1962. Recebeu o título de “Personalidade do Século” pela Câmara Municipal e foi agraciado com a honraria de ter o Terminal Rodoviário designado em seu nome.
João Elias migrou ainda criança de Itambé do Mato Dentro para Guanhães com a família. Filho de um sapateiro, começou a trabalhar aos dez anos vendendo mercadorias, que buscava nas fazendas próximas, pelas ruas da cidade. Estudou até o terceiro ano primário devido à necessidade de trabalhar desde tenra idade. Com aptidão para o comércio, montou seu primeiro negócio aos quinze anos. Posteriormente, passou a comprar e vender ouro e prata, viajando entre as fazendas da região. Além disso, tornou-se caixeiro-viajante, indo de terra em terra com o mostruário das casas que representava. Fundou empreendimentos - como as firmas Cardoso & Elias Neto e Gráfica Santa Rita -, além de possuir imóveis e fazendas, gerando inúmeros empregos na cidade.
Iniciou sua trajetória política como um dos fundadores do PSD, Partido Social Democrático, no município de Guanhães. Em 1946, elegeu-se vereador e apoiou para Deputado Federal o Dr. Juscelino Kubitschek, nascendo daí uma grande amizade. João Elias e JK trabalharam juntos em vários projetos importantes para Guanhães e região, que ressaltaram ainda mais a relevância do município como polo regional econômico. Em 1958, elegeu-se Prefeito e seu governo consolidou Guanhães como uma referência econômica local. Como prefeito, realizou obras administrativas fundamentais, como a vinda da luz da CEMIG, do Banco do Brasil, da agência do IAPI (atual INSS), da Praça de Esportes, verbas para equipamentos do Hospital Regional, para o Grupo Altivo Coelho, para as escolas nos distritos, para o serviço de captação de água, além do prédio do Fórum e dos Correios.
Em Junho de 1982, sofreu uma fratura de crânio, tendo que ser operado para a extração de um coágulo no cérebro. Dessa operação nunca chegou a se reestabelecer completamente e, após um ano, foi novamente submetido a uma intervenção cirúrgica no cérebro da qual não se recuperou, vindo a falecer em 23 de Junho de 1983. Seu sepultamento deu-se em 24 de Junho de 1983, no dia de São João, no Cemitério local, como era sua vontade e foi sua determinação.

## Início de vida

### Origens e infância
João Elias Neto nasceu no dia 10 de setembro de 1917, em Itambé do Mato Dentro, então distrito de Conceição do Mato Dentro, sendo o sexto filho do casal José Leôncio Ferreira e Ana Simões Ferreira. Em sua terra natal, viveu até quase completar os nove anos de idade, pois a família mudou-se para Guanhães em 1926. De pronto, elegeu a nova terra como sendo a sua e conservou esse amor até a sua morte.
Menino pobre, filho de um sapateiro, começou a trabalhar desde criança, ainda nos tempos de estudante, quando vendia doces e salgados confeccionados por suas irmãs mais velhas. Além disso, aos dez anos, começou a comerciar pelas ruas da cidade - comprando e vendendo - garrafas, queijos, verduras, ovos, frangos e outras mercadorias, que buscava nas fazendas próximas. Estudou até o terceiro ano primário devido à necessidade de trabalhar desde tenra idade. Levantava-se de madrugada para buscar os animais dos tropeiros que em Guanhães pernoitavam e repetia a tarefa ao entardecer, soltando as tropas nos pastos. Assim, obtinha alguma renda financeira, ainda que baixa.
Aos quatorze anos, guardava em um cofre suas economias e ainda tinha um cavalo para transportar as mercadorias que vendia. Nessa época, abriu mão de tudo o que havia angariado para ajudar um irmão. Sobrou-lhe então apenas o cavalo. Para adquirir as mercadorias, usava o crédito e a credibilidade já conquistados desde os dez anos, como jovem comerciante. Por essa época, matava bois e porcos e vendia a carne de casa em casa.

## Aptidão pelo comércio

### Ourives e caixeiro-viajante
Com proeminente aptidão para o comércio, aos quinze anos, montou seu primeiro negócio, localizado em Guanhães, na Rua do Paquetá, hoje Capitão Bernardo. Ali, passou a trabalhar com açougue. Aos 18, além do açougue, monta um bar em sociedade com um amigo. Nesse momento da vida, contrai uma infecção nos olhos que quase o leva à cegueira. É encaminhado para Belo Horizonte pelo amigo e médico Dr. Odilon Behrens para se tratar com um oftalmologista na capital. Em uma época em que não existia saúde pública gratuita, teve que vender suas duas pequenas empresas para arcar com as despesas do seu tratamento. Permanece na capital mineira por mais de seis meses e, com o dinheiro escasso e já no final do tratamento, encontra emprego com um ourives judeu. Ali, logo aprendeu a trabalhar com ouro, o que lhe permitiu ressurgir como comerciante.
Por volta de 1936, aos 19, recebe uma proposta do seu patrão para comprar ouro na região de Guanhães. Nessa época, haviam lhe sobrado apenas um cavalo e um burro. Isso, somado ao capital emprestado pelo patrão, era o suficiente para a nova arrancada. Trabalha na aquisição de ouro em toda a região de Guanhães, o que lhe permite obter uma quantia significativa de capital.
Entretanto, com o passar do tempo e com a exaustão do negócio na região, muda novamente de profissão e torna-se caixeiro-viajante por todo o Nordeste Mineiro e parte do Jequitinhonha, como Representante Comercial das firmas Casa Cardoso, Cardoso & Irmão, Casa Gontijo, dentre outras.

### Empreendimentos comerciais
Aos 25 anos, em 1942, propõe ao senhor Benjamin Leão a compra daquela que era a maior loja da cidade. Associou-se com Antônio Pio Cardoso - seu antigo empregador - e fundou a firma Cardoso & Elias Neto, que se estabeleceu em Guanhães, na antiga Rua Sete de Setembro, hoje Rua Odilon Behrens, onde comercializava tecidos, ferragens e armarinho, sendo ainda o representante, na região, do Banco Comércio e Indústria de Minas Gerais. Expandindo seus negócios, abriu filiais de suas firmas em Sabinópolis, Senhora do Porto e Braúnas. Em 25 de Agosto de 1971, fundou a Gráfica Santa Rita, uma das empresas mais tradicionais de Guanhães, que até hoje tem um enorme sucesso comercial na cidade.

## Casamento e família
No dia 21 de outubro de 1944, casou-se com Francisca de Oliveira Machado, conhecida em Guanhães como Dona Fany, também ela natural de Itambé do Mato Dentro. Desse casamento, nasceram seus filhos José Pedro Machado Elias, Maria Inês Elias Duarte, Rosilea Maria Machado Elias Morais, Maria Beatriz Machado Elias Pereira, João Elias Filho, Kenia Maria Machado Elias Pinto e Lelia Maria Machado Elias Soares. João Elias e Fany estiveram casados durante toda a vida e tiveram vinte e três netos.

## Vida política
Iniciou sua caminhada como um dos fundadores do PSD, Partido Social Democrático, no município de Guanhães, logo após a derrubada do Estado Novo e a liberalização do país.

### Carreira legislativa
Em 1946, entra para a política, lançando-se candidato a vereador - sendo eleito com margem considerável - e nascendo ali sua amizade com Juscelino Kubitschek. Juscelino, na condição de ex-prefeito de Belo Horizonte, se candidata a Deputado Federal e, já visando o governo de Minas, trabalha no sentido de ser o deputado mais votado no estado para ganhar força. Percorre então grande parte do território mineiro em busca de votos. Já no final da campanha, chega em Guanhães com o Dr. Odilon Behrens - em busca de apoio junto ao diretório do seu partido, o PSD -, do qual João Elias fazia parte. Devido à demora de JK, o PSD de Guanhães, comandado por Cantídio Ferreira, Sílvio Catão e Benjamin Leão, já havia fechado acordo em apoio a outro candidato. O estreante na política, João Elias Neto, que não havia acompanhado o diretório na candidatura para Deputado Federal, fecha a indicação de JK e consegue dar a ele uma espetacular votação no município. Abre-se então, a partir dessa amizade com JK - que se solidifica cada vez mais com o tempo -, uma extraordinária parceria política que vai beneficiar enormemente Guanhães e região nos anos vindouros.
A partir de 1946, João Elias consolidou suas empresas e decidiu abraçar a carreira política. Expande seus negócios, adquirindo fazendas e diversos imóveis urbanos. Reelege-se vereador em 1950, deixando o cargo para que seu pai, José Leôncio Ferreira, também eleito vereador pela UDN, pudesse exercê-lo, conforme a legislação. Já em 1954, candidata-se a vice-prefeito na chapa de Cantídio Ferreira.

### Prefeito de Guanhães
Em 1958, candidata-se a Prefeito pela coligação PSD/PTB e alcança uma expressiva vitória. Empossado em janeiro de 1959, João Elias Neto realiza uma das mais profícuas e visionárias administrações da história pública guanhanense. Além disso, a partir de 1958, passa a integrar a Comissão Executiva do PSD de Minas Gerais como representante da Região centro-nordeste mineira, ocupando essa posição até que o Golpe de 1964 viesse a extinguir os partidos políticos.

#### Sinergia e amizade com JK
Em alinhamento com a visão de JK, João Elias cria oportunidades para que Guanhães possa se tornar o polo de destaque regional. Juscelino, no seu mandato como Governador entre 1951 e 1955, já havia percebido que as lideranças municipais poderiam fazer de Guanhães um polo econômico relevante para a região. Através dos pedidos de João Elias e do Dr. Odilon Behrens, foram realizados, a partir de 1954, a Praça de Esportes e as obras do futuro Hospital Regional. Com a morte do Dr. Odilon Behrens em 1959, João Elias se torna o único nome de confiança de JK em Guanhães. Em um gesto de hombridade, Juscelino prova seu apreço a ele, melhorando a cidade e fazendo com que Guanhães assuma, a partir do final dos anos 50 e início dos anos 60, a liderança regional. Até essa época, Guanhães dividia essa liderança com Conceição do Mato Dentro e Peçanha.
A amizade entre João Elias e Juscelino Kubitschek era tão forte que o ex-presidente foi convidado para ser padrinho de casamento de duas filhas do ex-prefeito. Foram inúmeras as vezes que, em passagem pela microrregião de Guanhães, JK se hospedou na casa do fiel amigo João Elias. Ademais, existem várias cartas em que ambos discutem questões políticas e pessoais no acervo da família Elias.
Na cidade de Guanhães, o ex-prefeito, companheiro de partido e grande amigo de JK, através da Lei 483 de Setembro de 1959, aprovou a nomeação de Praça Juscelino Kubitschek à praça localizada próxima à Igreja Matriz de São Miguel e Almas.

#### Obras administrativas
Já em 1959, Juscelino, atendendo aos pedidos do então Prefeito João Elias Neto, instala em Guanhães uma agência do Banco do Brasil que, à época, era privilégio das grandes cidades. O Banco do Brasil era o grande fomentador do crescimento no país: era através dele que o Governo Federal repassava os empréstimos subsidiados tanto para a indústria, quanto para o comércio e para a pecuária. A maior vitória de Guanhães - graças ao Prefeito João Elias -, em trazer o Banco do Brasil deve-se ao fato de que essa agência estava prioritariamente alocada para Itabira, cidade muito maior e que ainda era a sede da Vale do Rio Doce graças à plenitude da exploração de minério.
Ainda em 1959, João Elias consegue com Juscelino a instalação em Guanhães de uma agência regional do IAPI, atual INSS. A instalação do Banco do Brasil e do IAPI trouxeram para Guanhães uma relevância em toda a região em um raio que abrangia mais de 60 municípios, que lotavam a cidade com uma população circulante, trazendo movimento, desenvolvimento e progresso. Além disso, o visionário João Elias Neto conseguiu, mais uma vez em parceria com o presidente Kubitschek, levar para Guanhães em 1960 a eletrificação eficiente e segura no padrão CEMIG.
Anteriormente, Guanhães, assim como todas as cidades do Vale do Rio Doce - inclusive Governador Valadares -, era servida por pequenas hidrelétricas locais com pouca potência e eficiência. Foi com o prefeito João Elias Neto que Guanhães conseguiu lançar-se definitivamente em direção ao futuro, permitindo a instalação e a vinda de indústrias, com geração de emprego e renda. Aliou-se a tudo isso a fundação da COTEG, Companhia Telefônica de Guanhães, em uma brilhante iniciativa comandada pelo futuro prefeito Abílio Cerqueira. Com isso, o comércio se expande de forma espetacular e nasce também a vocação regional no ramo automobilístico através da fundação, pelo empresário e futuro prefeito Vicente Guabiroba, da Auto Peças Ltda, revenda autorizada Willys Overland do Brasil.
Durante seu mandato de 1959 a 1962, João Elias Neto consegue verbas para a aquisição de todos os móveis e vários equipamentos para o futuro Hospital Regional Imaculada Conceição. No seu mandato, ele ainda obtém êxito na construção da sede dos Correios, constrói a primeira estação rodoviária de Guanhães, integra e pavimenta as duas principais vias da cidade (Avenida Milton Campos e Rua Odilon Behrens), institui a abertura das ruas Travessa dos Leões e Travessa Dr. Brito (interligando as duas vias comerciais mais importantes de Guanhães) e constrói diversas pontes de concreto na cidade e no município, além de escolas na cidade e nos distritos.

#### Influência estadual
Em 1962, foi convidado a se candidatar a Deputado Estadual representando a região Nordeste de Minas Gerais, mas se eximiu alegando não ter condições de instrução para o exercício do cargo. Solicitado a apontar o candidato, indicou à Executiva o Deputado Jairo Monteiro da Cunha Magalhães que, aliás, guarda desse episódio, com muita humildade, permanente testemunho.

#### Outras campanhas municipais
Em 1966 e em 1970, durante a Ditadura Militar, novamente se candidata a Prefeito Municipal, a pedido do ex-Presidente Juscelino, conforme cartas em poder da família Elias. Foi derrotado nessas ocasiões, mas sempre soube receber com serenidade e dignidade o resultado da vontade popular e nunca deixou de manter seu amor por Guanhães, que o adotou como seu filho. Seguiu em frente sempre envolvido com as questões políticas e de interesse de Guanhães.

### Executiva do PSD e companheiros históricos
Participou de outras campanhas políticas, sempre com lealdade aos companheiros e respeito à vontade do eleitor, como autêntico democrata. Na Executiva do PSD mineiro, foi companheiro de Juscelino, Benedito Valadares, Israel Pinheiro, Bias Fortes, Ovídio de Abreu, Olavo Costa, Pimenta da Veiga, José Maria de Alkmin, Ribeiro Pena e do Presidente Tancredo Neves, dentre outros. Aliás, em função da amizade e companheirismo estabelecidos na executiva do PSD, no último pleito apoiou o Dr. Tancredo para Governador do Estado, tendo recebido sua visita em sua residência; no entanto, não participou da campanha.

## Problemas de saúde e falecimento
Sempre radicado em Guanhães, de onde se tornou cidadão honorário, continuou sua vida de trabalho até que, em 1981, foi operado para implantação de pontes de safena.
Recuperado desta operação, retornou à sua vida laboriosa. Em Junho de 1982, em consequência de uma queda, sofreu uma fratura de crânio, tendo que ser operado novamente para extração de coágulo no cérebro. Dessa operação, nunca chegou a se recuperar completamente e, um ano depois, foi novamente submetido a uma intervenção cirúrgica no cérebro da qual não se recuperou, vindo a falecer em 23 de Junho de 1983.
Seu sepultamento, com grande acompanhamento, deu-se em 24 de Junho de 1983, dia de São João, no Cemitério local, como era sua vontade e foi sua determinação.

## Legado e homenagens póstumas

### Legado
João Elias Neto, seja como cidadão, seja como político, legou à sua querida Guanhães obras que contribuíram de modo definitivo para a pujança da terra.
Como cidadão, desde o início de sua vida pobre, construiu aproximadamente cinquenta propriedades na cidade, em caráter particular, além de possuir fazendas e comércio ativo, proporcionando empregos diretos e indiretos a centenas de pessoas. Ao falecer, deixou aos seus descendentes um grande patrimônio e aos concidadãos um grande exemplo de vida.
Ainda como cidadão, em caráter comunitário, contam-se entre suas obras: a construção do Guanhães Clube, em conjunto com outros cidadãos ilustres, clube onde dedicou esforço e emprestou longos anos de sua vida; a participação na criação da Fundação São Miguel, que edificou o prédio do Colégio Estadual Odilon Behrens, então Ginásio Mineiro de Guanhães; participação na construção da Catedral, dentre outras. Foi ele quem construiu o prédio do Cine São Miguel e foi seu proprietário por muitos anos.
Como prefeito, realizou obras administrativas fundamentais para o município de Guanhães e para toda a microrregião circundante. Foi o seu governo que trouxe para Guanhães a luz da CEMIG, o Banco do Brasil, a agência do IAPI (atual INSS), a Praça de Esportes, verbas para equipamentos do Hospital Regional, para o Grupo Altivo Coelho, para as escolas nos distritos, para o serviço de captação de água, além do prédio do Fórum e dos Correios. Por último, no governo de seu amigo Israel Pinheiro, através de compromisso assumido em praça pública, a edificação da estrada que hoje liga Guanhães a Belo Horizonte.
Como Prefeito, executou uma administração exemplar, iniciando pelo saneamento das finanças da Prefeitura, calçamento de algumas ruas, abertura e urbanização das Travessas Dr. Brito e Travessa dos Leões, parte da rede de água e implantação do serviço de captação, diversas escolas municipais, construção de praças como a JK, Campo de futebol do Guanhães Esporte Clube, parte do serviço de água de Correntinho (distrito de Guanhães), melhoria da estrada Guanhães-Correntinho, Estrada Guanhães-Farias via Barreira, serviço de distribuição de luz de Salto Grande, oficialização do Ginásio Mineiro, contribuição da Prefeitura para instalação da Companhia Telefônica com serviços contratados à Siemens e outras empresas, construção do primeiro terminal rodoviário e aquisição de veículos para a Prefeitura. Além disso, colocou em dia o funcionalismo público municipal, pagou em dia os compromissos da Prefeitura e transmitiu a Prefeitura com as finanças saneadas.
João Elias Neto, ainda criança, na intimidade, o “Joãozinho”, aluno da marcante Professora Néria Coelho Guimarães, já se manifestava com verdadeira vocação e, de fato, como dizem os guanhanenses, "chegou, viu e venceu".
Sua vida política teve a marca incontestável da luta, da lealdade aos companheiros, da independência, da sinceridade e do respeito às urnas, como um grande democrata.
O seu legado como prefeito é, com certeza, um dos maiores como administrador público em Guanhães, principalmente pela sua visão de futuro e pela sua capacidade administrativa. O mandato de João Elias Neto colocou Guanhães definitivamente no lugar que ela ocupa ainda hoje: a condição de líder inconteste na região.

### Homenagens e honrarias
No dia 26 de Setembro de 1988, através da Lei Municipal 1.516, o novo Terminal Rodoviário de Guanhães foi denominado Terminal Rodoviário Prefeito João Elias Neto em homenagem ao ex-prefeito, que construiu a primeira estação rodoviária da cidade em Dezembro de 1962.
Em 2000, a Câmara Municipal de Guanhães, representada pelo seu Presidente à época, Alberto Magno Dias, entrega à família Elias a honraria Personalidades do Século como uma homenagem a João Elias Neto, com a declaração "Ao reconhecimento àquele que no exercício das diferentes funções sociais e profissionais, contribuíram de forma marcante, para uma melhoria no processo de desenvolvimento econômico, social e cultural do nosso município".
No dia 15 de Dezembro de 2017, foi inaugurada, na Prefeitura Municipal de Guanhães, a galeria dos ex-prefeitos, em que consta a foto do reconhecido prefeito João Elias Neto. Familiares foram convidados para a homenagem.